# شاهزاده ابراهیم (دستجرد)
شاهزاده ابراهیم دستجرد مربوط به دوران‌های تاریخی پس از اسلام است و در دستجرد، درون باغات واقع شده و این اثر در تاریخ ۱۷ اسفند ۱۳۸۱ با شمارهٔ ثبت ۷۶۹۴ به‌عنوان یکی از آثار ملی ایران به ثبت رسیده است.